# 寺澤武一
寺澤武一（日语：／ Terasawa Buichi，1955年3月30日—2023年9月8日），日本男性漫畫家、插畫家。他最著名的作品包括《午夜之眼》和《眼鏡蛇》。

## 生涯
寺澤於1955年3月30日生於日本北海道旭川市，本名「武一（たけいち）」。自1974年畢業於北海道旭川東高等學校後。他曾考慮報考醫學部，但由於缺乏其他工作機會，他開始了成為漫畫家的志向。1976年，他投稿至手塚製作的漫畫徵才招聘，引起了手塚治虫的注意，寺澤隨即成為了手塚治虫的門下弟子，並搬到東京進入手塚製作公司的漫畫部門，開始作為漫畫家的職業生涯。
1977年，短篇漫畫作品《眼鏡蛇》在《週刊少年Jump的增刊號》上初次亮相，同年，另一部作品《大地、變藍》（大地よ、蒼くなれ）獲得第13回手塚賞佳作獎。《眼鏡蛇》則於1978年正式在《週刊少年Jump》本刊上連載，持續連載直至1985年。並在1982年改編成了電視動畫。
1985年，寺澤在《週刊少年Jump》上推出了新作《BLACK KNIGHT》。在創作過程中，他引入了PC-9801電腦，成為日本最早採用電腦繪圖技術的漫畫家之一。1987年，他創立了寺澤製作公司並自任代表取締役。此時期則於《Comic Burger》上連載《午夜之眼》，同時在《Fresh Jump》雜誌上連載《鴉天狗卡布都》。
1990年，他為忍者（偶像團體）設計了出道單曲的服裝，1992年於《Comic Burger》上推出了全球首部全CG漫畫《武 TAKERU》。並在1995年因其卓越的前瞻性及日本漫畫的貢獻，被授予比利時迪爾比名譽市民勳章。《第五元素》在在日本宣傳期間，盧·貝松曾與寺澤會面討論了科幻小說的現狀。
1999年，他在《Super Jump》雜誌上連載《GUN DRAGON Σ》，並自2003年4月創立了從事版權管理和代理業務的公司「エイガアルライツ」。2008年1月，他宣布製作了他的代表作《眼鏡蛇》自26年以來的首部新版電視和OVA動畫，並親自擔任編劇、分鏡和導演，2019年8月，他出版了《ARTWORKS OF COBRA》（玄光社），並於同年11月19日，在新創刊的WEB漫畫雜誌「COMIC Hu」上推出了新作《COBRA OVER THE RAINBOW》。

### 逝世
1998年，寺澤被診斷出患有惡性腦瘤，儘管曾經動過三次手術和經過化療，並因病情復發導致術後左側身體癱瘓，需要以輪椅代步，但他的漫畫工作依然繼續執筆不輟。
2023年9月11日，漫畫家森田真法在社群媒體上率先透露寺澤過世的消息，於同一天寺澤的工作室也發表正式公告，表示寺澤是因心肌梗塞而在2023年9月8日去世，享年68歲。

## 風格
- 寺澤以其卓越的繪畫技巧而聞名，他善於運用噴槍和電腦圖形效果，這使他成為首位將二次元平面電腦圖形引入連載漫畫原稿製作的漫畫家。所繪製的彩色原稿均經過精心編排，這使他的作品不僅適用於漫畫原稿，還可以獨立成為流行藝術品，因此受到海外藝術界的高度評價。由於寺澤對畫面的要求極高，因此筆下的作品連載進展緩慢。以連載《眼鏡蛇》為例，他經常不得不休刊以積極應對趕稿的壓力。雖然這在當時屬於一種例外情況，但當時的《週刊少年Jump》總編輯西村繁男因爲本身是科幻愛好者，對他十分欣賞，所以特別容忍他的拖稿。
- 在職業生涯早期的1970年代，他的作品中女性角色的暴露度較高，這一點曾引起在少年漫畫雜誌上的爭議。然而他優秀的畫技吸引了越來越多女性讀者，逐漸平息這些爭議。此外儘管他筆下的主角性格冷酷，但外貌帥氣不凡，這種特殊的角色形象也成為他作品的特色。
- 寺澤將手塚治虫視為自己的老師。起初他應徵手塚的助手時曾被拒絕過一次，但最終手塚親自欣賞了寺澤的畫風並決定錄用他。
- 荒木飛呂彥的漫畫《魔少年BT（日语：魔少年ビーティー）》中的角色「ビー・ティー」，據說是以寺澤的名字縮寫為基礎而創作的。[7]
- 在他的作品中，經常可以看到角色使用獨特的台詞，例如將「そうか」發音為「そお〜か」。
- 對於《眼鏡蛇》的主人翁眼鏡蛇，寺澤曾表示：「原本眼鏡蛇的聲音，是採用著名聲優山田康雄（日语：山田康雄）（已故）為克林·伊斯威特配音的形象。因此，我是一直在意山田會怎麼說話，然後才開始畫的。」[8]

## 作品
- 《西格瑪45（日语：シグマ45）》（1976 - 1977年）
- 《眼鏡蛇》（短篇）（1977年）
- 《眼鏡蛇》（1978 - 1984年、1986 - 2002年、2005 - 2006年） - 動畫化（劇場版・TV版・OVA ）・遊戲化
  - 《COBRA OVER THE RAINBOW》（2019年-2020年）
- 《BLACK KNIGHT（日语：BLACK KNIGHT バット）》（1985年）
- 《鴉天狗卡布都》（1987年、1988 - 1989年） - 動畫化（TV版）
- 《午夜之眼》（1987年 - ?） - 動畫化（OVA）
- 武 TAKERU（1992年 - ?）
- 新撰組GUNDRAGON系列
  - GUNDRAGON Σ（1998年 - ?）
  - GUNDRAGON II（2004年 - ?）

## 外部連結
- buichi.com （页面存档备份，存于） - 官方網站
- 寺澤武一，存于 - 官方網站
- 寺澤武一的X（前Twitter）
- ブイチギルド 【寺沢武一作品公式】的X（前Twitter）